# 18704 Brychristian
18704 Brychristian è un asteroide della fascia principale. Scoperto nel 1998, presenta un'orbita caratterizzata da un semiasse maggiore pari a 3,0613940 UA e da un'eccentricità di 0,0321877, inclinata di 6,01603° rispetto all'eclittica.